# San Nicolò d'Arcidano
San Nicolò d'Arcidano est une commune italienne de la province d'Oristano dans la région Sardaigne en Italie.

## Administration
| Période                                  | Période | Identité | Étiquette | Qualité |
| ---------------------------------------- | ------- | -------- | --------- | ------- |
|                                          |         |          |           |         |
| Les données manquantes sont à compléter. |         |          |           |         |

### Communes limitrophes
Guspini, Mogoro, Pabillonis, Terralba, Uras